# Sporophila
Sporophila là một chi chim trong họ Thraupidae.